# Малый Сатнур
Малый Сатнур — деревня в Малмыжском районе Кировской области. Входит в состав Арыкского сельского поселения. 

## География
Находится на левобережье Вятки на расстоянии примерно 15 километров по прямой на восток-северо-восток от районного центра города Малмыж.

## История
Известна с 1891 года, когда в ней учтено было дворов 20 и жителей 147, в 1905 году насчитывалось дворов 35 и жителей 255. В 1926 году дворов 74 и жителей 349, в 1950 76 и 243 соответственно. В 1989 году учтено 32 жителя.

## Население
Постоянное население  составляло 15 человека (русские 73%) в 2002 году, 5 в 2010.